# Erwin Jaenecke
Erwin Jaenecke (Freren, 22 aprile 1890 – Colonia, 3 luglio 1960) è stato un generale tedesco della Wehrmacht durante la seconda guerra mondiale.

## Biografia
Jaenecke servì sul Fronte orientale come comandante della 389. Infanterie-Division e in seguito dell'IV. Armeekorps. Fu ferito durante la Battaglia di Stalingrado e fu uno degli ultimi alti ufficiali tedeschi a lasciare la città con un aereo.
nell'aprile del 1943 gli fu affidato il comando dell'LXXXII. Armeekorps e in seguito della 17. Armee nel Caucaso e più tardi nella penisola di Crimea. In un incontro il 29 aprile 1944 con Hitler a Berchtesgaden, Jaenecke insistette nella scelta di evacuare Sebastopoli, ma il Führer non accettò la sua affermazione e lo sollevò dal comando.
In seguito Jaenecke, fu ritenuto responsabile della perdita della Crimea e venne arrestato in Romania e portato davanti alla corte marziale. Heinz Guderian fu nominato investigatore speciale del caso, Guderian procedette lentamente e infine Jaenecke fu assolto nel giugno 1944. Jaenecke fu destituito dall'esercito tedesco il 31 gennaio 1945. Il 15 giugno 1945 fu arrestato dalle autorità sovietiche e condannato a morte per i crimini di guerra commessi sotto il suo comando nel 1942, la sua sentenza fu commutata a 25 anni di lavori forzati e fu rilasciato definitivamente nel 1955.